# هاميش هانكوك
هاميش هانكوك (بالإنجليزية: Hamish Hancock)‏ هو محامي وسياسي نيوزيلندي، ولد في 1947. انتخب عضو مجلس النواب النيوزيلندي.